# Short S.6 Sturgeon
El Short S.6 Sturgeon fue un prototipo de avión de reconocimiento naval biplano monomotor, construido según una especificación del Ministerio del Aire, pero destinado principalmente a demostrar la resistencia a la corrosión de las estructuras de aviones de duraluminio. Se fabricaron dos ejemplares.

## Diseño y desarrollo
Tras el Silver Streak totalmente metálico de 1920, Short Brothers produjo una serie de aviones militares con fuselajes monocasco de duraluminio y alas que al principio estaban recubiertas de duraluminio, y luego de tela. El último de esta serie fue el Short S.6 Sturgeon, un avión de reconocimiento de la flota de tres asientos, diseñado para cubrir la Especificación 1/24 del Ministerio del Aire. El mismo encargó dos prototipos sin generar esperanzas de una producción en serie. Sin embargo, Shorts quiso demostrar una vez más la resistencia a la corrosión del duraluminio tratado.
El Sturgeon era un biplano monomotor de un solo vano, tres asientos y con alas de suave aflechamiento. Tenían cuerdas paralelas y envergaduras iguales, pero la inferior tenía una cuerda ligeramente más pequeña que la superior, dando la apariencia de decalaje, aunque los bordes de fuga estaban alineados. Otra consecuencia de la diferencia en la cuerda era que los soportes interplanares de acero delanteros se inclinaban ligeramente hacia adelante, mientras que los traseros estaban rectos. Aparte de su recubrimiento de tela, las alas poseían estructuras enteramente de duraluminio. Los alerones, que estaban conectados con varillas de empuje, estaban en las alas superior e inferior. El Sturgeon era un avión embarcado, por lo que sus alas se plegaban para ahorrar espacio. La sección central engrosada contenía depósitos de combustible y estaba sostenida por dos juegos de soportes en forma de N hasta la parte superior del fuselaje. Un amplio corte en forma de V en el borde de fuga superior se extendía hasta el larguero trasero para mejorar la visibilidad desde las cabinas, lo que era favorecido por el amplio espacio entre planos que dejaba el ala superior bien separada del fuselaje. El ala inferior también estaba arriostrada cerca de su raíz mediante un par de soportes que iban desde cada larguero, delantero y trasero, hasta un punto común en el fuselaje, sobre el borde de ataque del ala.
El fuselaje se construyó a partir de un par de monocascos de duraluminio, atornillados entre sí. Cada uno se construyó utilizando el método establecido por Shorts de placa remachada a marcos ovalados de sección en L y con refuerzos longitudinales. El Sturgeon estaba propulsado por un motor radial Bristol Jupiter VI sin capota, que movía una hélice bipala, y con escapes que iban hacia atrás sobre el ala inferior. Había tres cabinas abiertas, una detrás de la otra. El piloto se sentaba delante, detrás del borde de ataque, con el navegante y apuntador de bombas muy cerca detrás de él. La posición de este último estaba justo en el recorte del ala; también disponía de una escotilla para una mira de bombardeo en el piso. Un poco más atrás estaba el operador de radio/artillero trasero, lejos del borde de fuga. El diámetro del fuselaje disminuía hacia la cola, donde un empenaje achaparrado llevaba un timón alto con plano de compensación que se extendía hasta la parte inferior del fuselaje. El plano de cola estaba sostenido por un soporte desde abajo y se asentaba en el empenaje, justo encima del fuselaje; tenía bordes rectos y llevaba elevadores divididos y descompensados. Un problema al adaptar el método monocasco a un avión de servicio fue que las numerosas aberturas y soportes de fijación necesitaban refuerzos locales, lo que provocaba un aumento de peso considerable.
Aunque el Sturgeon fue construido como avión terrestre, realizó todos sus vuelos sobre flotadores. Éstos eran largos y estaban unidos entre sí mediante un par de soportes horizontales transversales. Había tres soportes más por flotador hasta el fuselaje: uno desde la parte delantera hacia atrás hasta el mamparo del motor y dos desde un punto común más hacia popa hasta los dos largueros del ala, uniéndose a los puntales inferiores del ala desde abajo.
El primero de los dos Sturgeon realizó su vuelo inaugural el 22 de junio de 1927, a manos de John Lankester Parker. Se aplicó una extensión de los filetes de la raíz del ala tras los primeros vuelos; en enero de 1928 ambos aviones estaban volando. A pesar del peso mayor de lo esperado, los hidroaviones se comportaron bien en el agua y en el aire. Como había previsto Shorts, demostraron la resistencia de los aviones de duraluminio a los elementos; antes de su entrega al Establecimiento Experimental de Aeronaves Marítimas en Felixstowe, el segundo Sturgeon había estado amarrado en Medway, cerca de la base de Shorts en Rochester, durante tres semanas en el clima de febrero, protegido sólo por las cubiertas de la cabina y del motor. Se desconoce su destino final.

## Especificaciones (como hidroavión)
Referencia datos: Barnes y James, 1989, p. 216

### Características generales
- Tripulación: Tres (piloto, navegante/bombardero y artillero)
- Longitud: 9,9 m (32,5 ft)
- Envergadura: 14 m (45,9 ft)
- Superficie alar: 60 m² (645,9 ft²)
- Peso cargado: 2818 kg (6210,9 lb)
- Planta motriz: 1× motor radial de 9 cilindros refrigerado por aire Bristol Jupiter VI.
  - Potencia: 390 kW (538 HP; 530 CV)
- Hélices: Bipala de paso fijo

### Rendimiento
- Velocidad máxima operativa (Vno): 185 km/h (115 MPH; 100 kt)

### Armamento
- Ametralladoras: 

  - 1x Vickers de 7,7 mm frontal en abultamiento en el lado de babor del motor
  - 1x Lewis de 7,7 mm flexible en anillo Scarff en cabina trasera

## Aeronaves relacionadas

### Secuencias de designación
- Secuencia S._ (interna de Short, posterior a 1921): ← S.3 - S.4 - S.5 - S.6 - S.7 - S.8 - S.8/8 →